# 崇德西里
崇德西里，是台灣南部自清治時期至日治初期的一個行政區劃，其範圍即今台南市的歸仁區南部及關廟區南部。
崇德西里北邊為仁德南里、永豐里、外新豐里、內新豐里，東邊為崇德東里，南邊為嘉祥外里、長治一圖里，西邊為依仁里。

## 管轄街庄
崇德西里共轄6個庄：
- 今歸仁區境內：大苓庄、林仔邊庄、刣豬厝庄、大潭庄
- 今關廟區境內：龜洞庄、布袋尾庄